# Folkrepubliken Korea
Folkrepubliken Korea var en kortlivad provisorisk regering som bildades efter att det japanska styret i Korea upphört efter nederlaget i andra världskriget.
När Japan kapitulerat den 15 augusti 1945 började den avgående japanske generalguvernören i Korea, Abe Nobuyuki, leta efter moderata koreanska ledare som kunde ta över styret i den forna japanska kolonin. Han lyckades övertyga vänsterpolitikern Lyuh Woon-hyung att skapa en bred koalition som skulle ta emot den japanska kapitulationen och garantera den kvarvarande japanska befolkningens säkerhet. Lyuh grundade först "den förberedande kommittén för koreansk självständighet", som satte upp "folkkommittéer" som skulle ta över den civila förvaltningen på provinsiell och lokal nivå. Vid slutet av augusti hade i stort sett alla viktiga orter folkkommittéer och vid årets slut fanns det 145 kommittéer i hela Korea. Med hjälp av dessa satte Lyuh upp en representativ församling som utropade "Folkrepubliken Korea" den 6 september 1945.
USA och Sovjetunionen hade emellertid kommit överens om en gemensam militär ockupation av den koreanska halvön som delades längs med den 38:e breddgraden. I den södra delen av Korea inrättades en amerikansk militärregering av general John R. Hodge, som inte erkände Folkrepubliken Korea. I de norra delen av halvön upprättade Sovjetunionen sin ockupationsmakt, som integrerade folkkomittéerna i vad som skulle komma att bli Demokratiska folkrepubliken Korea.